# Jenny/Silvia
Jenny/Silvia è il primo singolo del cantautore italiano Vasco Rossi, pubblicato il 15 giugno 1977.

## Il disco
Venne pubblicato il 15 giugno 1977 e stampato in sole 2500 copie.
I due brani sono versioni diverse, a livello strumentale, di quelle presenti nell'album ...Ma cosa vuoi che sia una canzone... (il primo di Vasco); gli arrangiamenti sono curati da Gaetano Curreri.

## I brani
Jenny
Jenny rappresenta lo stato d'animo di Vasco Rossi ai tempi dell'università. Descrive in modo dettagliato i sintomi della depressione.
Silvia
Il brano Silvia è dedicata a una ragazza del paese natale del cantante, Zocca (MO), di qualche anno più giovane di Vasco. Nel quarantatreesimo anniversario dell'uscita dell'album, Vasco ha ricordato come quella ragazza è stata, per lui, di ispirazione al brano in quanto "era un fiore che sbocciava alla vita".

## Tracce
Lato A
1. Jenny – 6:16 (testo: Vasco Rossi e Stefano Scandolara – musica: Vasco Rossi)

Lato 2
1. Silvia – 2:45 (testo: Vasco Rossi e Stefano Scandolara – musica: Vasco Rossi)